# Maniola chitralica
Maniola chitralica är en fjärilsart som beskrevs av Robert Christopher Tytler 1926. Maniola chitralica ingår i släktet Maniola och familjen praktfjärilar. Inga underarter finns listade i Catalogue of Life.